# Ronja Mannov Olesen
Ronja Mannov Olesen (født 5. juli 1987) er en dansk skuespiller.
Olesen, der er opvokset i København, debuterede i 1996 i Bryggeren og har siden medvirket i et par spillefilm.

## Filmografi
- Snedronningen (2000)
- En mand kommer hjem (2007)

### Tv-serier
- Bryggeren (1996-1997)